# L'impero del sole (film 1987)
L'impero del sole (Empire of the Sun) è un film del 1987 diretto da Steven Spielberg, tratto dall'omonimo romanzo, parzialmente autobiografico, di James Graham Ballard del 1984.

## Trama
Jamie Graham, detto Jim, figlio di inglesi benestanti trapiantati a Shanghai, vive in una casa lussuosa alla periferia della città con la sua famiglia. Ama giocare a bridge, canta nel coro della chiesa e ha una grandissima passione per gli aeroplani.
Nel 1937 l'esercito giapponese invade la Repubblica di Cina e Shanghai, ma la parte della città abitata dagli occidentali viene occupata solamente nel dicembre del 1941, e Jamie e la sua famiglia sono costretti a lasciare la loro casa. Durante il grande sfollamento, nel tentativo di recuperare un modellino di aereo cadutogli per terra, Jamie lascia la mano della madre e si perde tra la folla. Tornato a casa, attenderà invano il ritorno dei suoi genitori.
Quando il cibo in casa finisce, decide di addentrarsi in città, dove si imbatte in Basie, ladruncolo americano cinico e poco affidabile. Jamie decide di affidarsi a lui e Basie si approfitta dell'ingenuità del ragazzo. In un primo momento cerca di venderlo, ma non ci riesce. Jamie capisce che sta per essere abbandonato per la sua inutilità e, per evitare di restare nuovamente da solo, spiega a Basie che nel quartiere dove viveva prima è possibile trovare oggetti e denaro all'interno delle case abbandonate, compresa la sua. Si dirigono così nella sua vecchia villa, dove vengono accolti da alcuni giapponesi che si sono insediati nell'edificio. Gli uomini picchiano Basie davanti al bambino terrorizzato e poi li internano in un campo di concentramento, dove sono stipati altri cittadini inglesi ed americani.
Alcuni dei prigionieri vengono spostati in un altro campo; tra questi anche Basie e Jamie. Il bambino, inizialmente, non viene scelto per il trasferimento, ma la sua intraprendenza e la conoscenza della strada da seguire gli valgono un posto sul furgone. In questo nuovo campo si rende utile barattando oggetti e servizi (come il lavaggio della biancheria) in cambio di cibo, riuscendo a soddisfare un po' tutte le richieste, anche quelle dei militari giapponesi. Continua a frequentare e rispettare Basie, che nel campo ha il ruolo di capo della sua baracca e, grazie al bambino, riesce a recuperare piccoli oggetti che gli consentiranno poi di realizzare un piano di fuga. Tra le persone che Jamie aiuta c'è il medico del campo, che gli impartisce anche lezioni di latino e con il quale discute spesso sulla guerra e sulla vita. Dopo tre anni le sorti del conflitto si capovolgono: gli americani avanzano ed il campo viene pesantemente bombardato. I prigionieri vengono trasferiti verso il nord. Dopo una lunga marcia vengono fatti sostare presso uno stadio dismesso, in cui sono presenti auto, mobili e oggetti sottratti alle ville degli inglesi. Dopo qualche tempo i giapponesi cercano di far proseguire i superstiti, ma Jamie decide di non lasciare sola la signora Victor, la donna con la quale divideva la baracca, che, ormai allo stremo delle forze, morirà durante la notte.
All'alba, Jamie veglia il cadavere della donna e assiste al lampo causato dallo sgancio della bomba atomica. Ingenuamente, crede che quella luce sia lo spirito della signora Victor che sale nel cielo. Rimasto solo, ritorna al campo dove ha vissuto per tre anni. Gli americani lasciano andare alcuni paracadute con i viveri e il ragazzino finalmente ha di che sfamarsi. Intanto la radio annuncia l'esplosione atomica su Hiroshima e Nagasaki e la resa dell'Impero giapponese. Al campo capita anche Basie, che cerca di portarlo via con sé, ma Jamie decide di restare. Dopo qualche giorno un gruppo di soldati americani finalmente lo trova; viene trasferito in un orfanotrofio e unito al gruppo di ragazzini che, come lui, hanno smarrito i genitori.
Un pomeriggio, un gruppo di adulti entra nella struttura in cerca dei loro bambini: tra loro anche i genitori di Jamie, che non si accorgono subito della presenza del loro figlio, pesantemente cambiato dai tre anni trascorsi in prigionia. Jamie stesso, quando la madre lo chiama, stenta a riconoscerla a causa dei suoi ricordi ormai quasi del tutto sfumati. Finalmente, dopo averla osservata bene, la riconosce e la famiglia si riunisce finalmente felice.

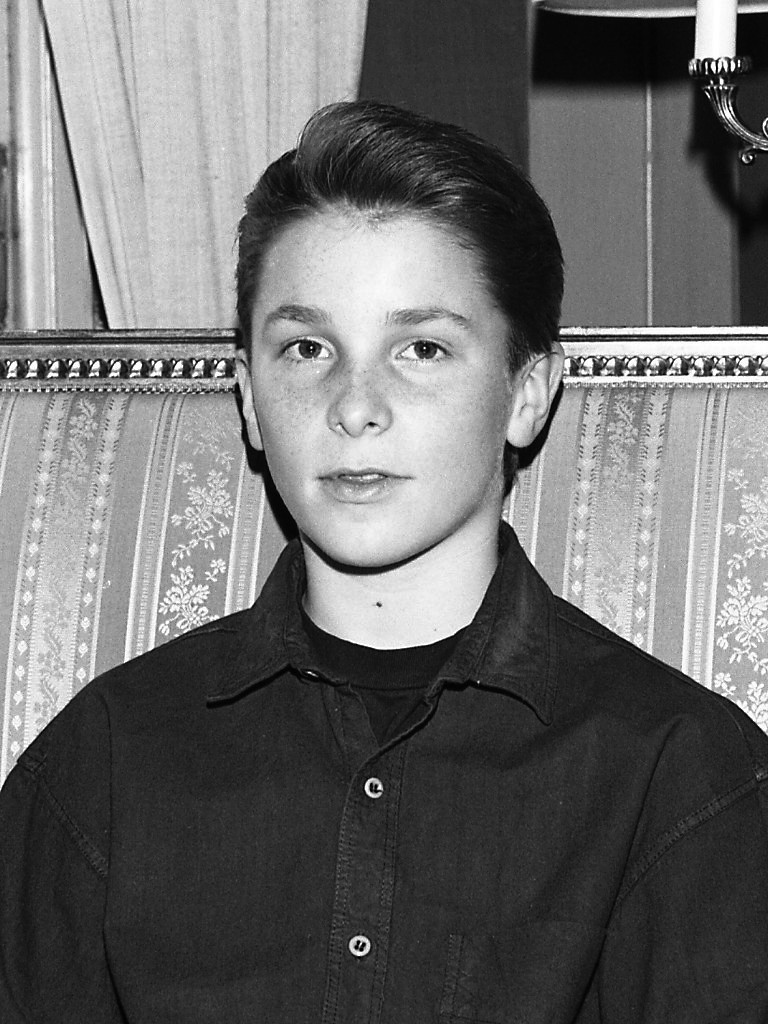
Christian Bale all'epoca delle riprese

### Personaggi e interpreti
- Christian Bale / Jamie Graham (Jim): è un bambino benestante di 13 anni con una grande passione per gli aeroplani. La sua curiosità e il suo coraggio lo porteranno ad essere considerato la mascotte del campo di concentramento in cui si trova. Si affeziona a Basie, che considera un amico, e rimarrà deluso dal suo comportamento finale. Molto educato ed intraprendente, riuscirà anche a sedare in alcune occasioni la rabbia dei carcerieri giapponesi mostrandosi accondiscendente e umile. Quando incontra per la prima volta Basie, gli si presenta dicendogli che sta scrivendo un libro sul gioco del bridge.
- John Malkovich / Basie: un ladruncolo americano che sfrutta ogni maniera per fare soldi. Il suo scopo è ottenere favori con la corruzione. Inizialmente prende Jamie con sé per venderlo ai cinesi, ma poi, per una serie di coincidenze, se lo ritroverà nel campo e instaurerà con lui un rapporto di amicizia. Il suo atteggiamento è quello di un leader e riuscirà a scappare dal campo prima che i giapponesi facciano sfollare i prigionieri con un altro ragazzo al posto di Jamie, anche se gli aveva promesso di portarlo con sé.
- Joe Pantoliano / Frank: è il tirapiedi di Basie e il suo braccio destro. Frank si trova in giro per Shanghai quando si imbatte in Jamie che sta scappando da un ragazzino che gli ruba le scarpe. Vedendolo con indosso la divisa scolastica, lo porta da Basie, sperando di aver trovato un facile modo per fare soldi. Successivamente, diventerà un po' geloso del suo atteggiamento nei confronti di Jamie.
- Nigel Havers / dottor Rewlins: è un medico che si prenderà cura dei malati nel campo di concentramento. Jamie frequenta la piccola struttura ospedaliera e, occasionalmente, dà anche una mano al dottore. Rewlins è molto affezionato al bambino e, dato che i giapponesi chiudono la scuola del campo, gli impartisce lezioni di latino e letteratura. Con lui parla anche dell'andamento della guerra e dai discorsi del bambino si rende conto che la sua idea sulla vita e sul conflitto è un po' confusa.
- Ben Stiller / Dainty: è uno dei ragazzi del campo che stringerà amicizia con Basie e con il quale fuggirà prima della deportazione. Non perde occasione per prendere in giro il piccolo Jamie.

Stiller prese spunto da questo personaggio per la realizzazione del film del 2008 Tropic Thunder.
- Masatō Ibu / sergente Nagata: è il capo dei soldati giapponesi. Anche lui si serve dell'intraprendenza di Jamie per piccoli favori, come la lucidatura delle scarpe. Di indole violenta, verrà fermato dal ragazzino quando una sera decide di dare sfogo alla sua rabbia picchiando il dott. Rewlins. Quando sente Jamie cantare si commuove e, al momento dell'abbandono del campo, l'unico con cui scambierà due parole sarà proprio lui.
- Miranda Richardson / signora Victor: è una delle prigioniere inglesi nel campo. Divide la stanza con il marito e Jamie. Il ragazzino in alcune occasioni la spiazza con i suoi discorsi filosofici sulla vita e sulla guerra, suscitando in lei anche fastidio. In seguito, durante lo sfollamento, perderà di vista il marito e verrà assistita nel momento della morte proprio da Jamie, che decide di non abbandonarla.

#### Cameo
Nella scena del ballo in maschera, l'uomo che apre la porta accogliendo gli invitati vestito da babbo natale è l'autore del libro James Graham Ballard.
La voce narrante del backstage del film è di Martin Sheen.

## Produzione
La Warner Bros. acquistò i diritti del romanzo di J.G.Ballard prevedendo in un primo momento Harold Becker come regista. La produzione fu affidata a Robert Shapiro. Dopo la rinuncia di Becker, venne preso in considerazione David Lean al suo posto e si aggiunse Steven Spielberg alla produzione. Successivamente anche Lean, ritenendo la sceneggiatura troppo simile ad un diario, decise di lasciare la regia proprio a Spielberg, che considerò di dirigere il film quando lesse per la prima volta il romanzo. Il regista si affidò a Menno Meyjes per riscrivere poi la sceneggiatura.

### Riprese
Il film fu girato negli interni negli studi britannici Elstree Studios. Le riprese esterne furono effettuate tra Shanghai, Spagna e Inghilterra. La produzione cercò in tutta l'Asia luoghi che potessero assomigliare alla Shanghai del 1941, senza successo. Entrarono quindi in trattative per la location con la Shanghai Film Studios e la China Film Co-Production Corporation nel 1985. Dopo un anno di negoziati, fu concesso un permesso di tre settimane per effettuare le riprese agli inizi di marzo del 1987. Dal 1940 L'impero del sole fu il primo film americano ad essere girato in Cina. In questa occasione le autorità cinesi hanno permesso di modificare le segnalazioni stradali e di chiudere alcuni tratti della città.
Per le comparse locali furono utilizzate più di 5000 persone, alcune abbastanza anziane da ricordare la vera occupazione giapponese avvenuta quarant'anni prima. Per il ruolo di alcuni soldati furono ingaggiati veri militari appartenenti alla Forza Aerea della Cina. Furono inoltre utilizzati veicoli e aeroplani d'epoca. La scena del bombardamento atomico di Nagasaki venne realizzata con effetti speciali computerizzati, mentre per le immagini dei combattimenti degli aerei Mitsubishi A6M e P-51 Mustang furono usati modellini in scala 1:6 radiocomandati. La Industrial Light & Magic si occupò degli effetti speciali.
Bale fu raccomandato come potenziale protagonista dall'allora moglie di Spielberg Amy Irving, che lavorò con lui ad uno sceneggiato televisivo nel 1986 intitolato Anastasia - Il mistero di Anna. Al provino per il ruolo di Jamie si presentarono 40000 bambini. Per questo ruolo, Bale vinse il Young Artist Awards e la National Board of Review of Motion Pictures istituì un premio speciale per la migliore interpretazione giovanile appositamente per lui. La stampa si interessò molto a Bale e questa attenzione lo stressò al punto da fargli decidere di smettere di recitare. Durante le riprese del film Spielberg considerò la recitazione del piccolo Bale tanto apprezzabile da indicarlo come "la controfigura di Steve McQueen"

### Location
Le altre location furono l'Andalusia e per l'Inghilterra Knutsford, sita nella contea del Cheshire, e Sunningdale, situata nella Royal Borough of Windsor and Maidenhead e Berkshire.

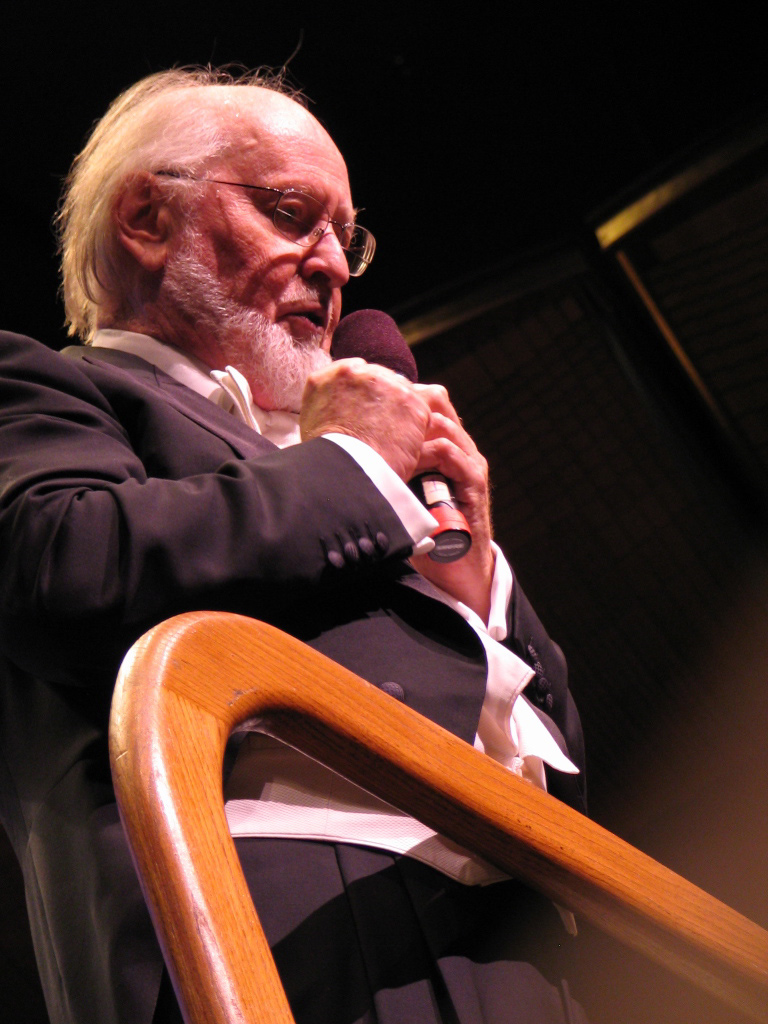
Il compositore John Williams

## Colonna sonora
La colonna sonora del film, intitolata Empire of the Sun: Original Motion Picture Soundtrack, fu affidata al compositore John Williams, che nel 1988 vinse il premio BAFTA alla migliore colonna sonora, questi fu anche candidato all'Oscar, ai Golden Globe e ai Grammy Award. Durante il film viene cantato il brano Suo Gân, una tradizionale ninna nanna in lingua gallese scritta da un compositore anonimo. Durante la performance iniziale nel coro, Christian Bale viene doppiato da James Rainbird e dal coro Ambrosian Junior Choir, diretti da John McCarthy. La colonna sonora è stata pubblicata sotto etichetta Warner Bros.

### Tracce
Di seguito le tracce:
1. Suo Gân – 2:19
2. Cadillac Of The Skies – 3:48
3. Jim's New Life – 2:33
4. Lost In The Crowd – 5:39
5. Imaginary Air Battle – 2:35
6. The Return To The City – 7:45
7. Liberation: Exsultate Justi – 1:46
8. The British Grenadiers (Traditional) – 2:25
9. Toy Planes, Home And Hearth (Mazurca, Fryderyk Chopin, op. 17 in la min.) – 4:37
10. The Streets Of Shanghai – 5:11
11. The Pheasant Hunt – 4:24
12. No Road Home / Seeing The Bomb – 6:10
13. Exsultate Justi – 4:59

## Accoglienza

### Incassi
Il film è uscito in una versione limitata l'11 dicembre 1987, prima di essere distribuito in versione integrale il 25 dicembre dello stesso anno. Incassò in patria 22238696 $ e accumulò nel resto del mondo un totale di 66700000 $. Il budget di produzione è stato di 38000000 $.

## Riconoscimenti
- 1988 – Premio Oscar
  - Candidatura alla miglior scenografia a Norman Reynolds e Harry Cordwell
  - Candidatura alla migliore fotografia ad Allen Daviau
  - Candidatura ai miglior costumi a Bob Ringwood
  - Candidatura al miglior montaggio a Michael Kahn
  - Candidatura alla miglior colonna sonora a John Williams
  - Candidatura al miglior sonoro a Robert Knudson, Don Digirolamo, Tony Dawe e John Boyd
- 1988 – American Society of Cinematographers
  - Vinto per Outstanding Achievement in Cinematography in Theatrical Releases ad Allen Daviau
- 1988 – BAFTA
  - Migliore fotografia a Allen Daviau
  - Miglior colonna sonora a John Williams
  - Miglior sonoro a Robert Knudson, Don Digirolamo, Tony Dawe e John Boyd
  - Candidatura ai migliori costumi a Bob Ringwood
  - Candidatura alla migliore scenografia a Norman Reynolds e Harry Cordwell
  - Candidatura alla migliore sceneggiatura a Tom Stoppard

- 1988 – Christopher Awards
  - Miglior film a Robert Shapiro, Steven Spielberg, Kathleen Kennedy e Frank Marshall
- 1988 – Directors Guild of America Award
  - Candidatura al miglior regista cinematografico a Steven Spielberg
- 1988 – Golden Globe
  - Candidatura al miglior film drammatico
  - Candidatura alla migliore colonna sonora originale a John Williams
- 1988 – Grammy Award
  - Candidatura alla migliore colonna sonora originale a John Williams
- 1988 – Kansas City Film Critics Circle Awards
  - Miglior regista a Steven Spielberg
- 1987 – National Board of Review of Motion Pictures
  - Miglior film
  - Migliori 10 film
  - Miglior regista a Steven Spielberg
  - Miglior giovane attore rivelazione a Christian Bale
- 1989 – Young Artist Awards
  - Miglior giovane attore a Christian Bale
  - Miglior film